# Pierre Philippe Denfert-Rochereau
Pierre Marie Philippe Aristide Denfert-Rochereau, född 11 januari 1823, död 11 maj 1878, var en fransk militär.
Denfert-Rochereau blev officer vid ingenjörstrupperna 1845 och deltog i flera fälttåg och sårades svårt vid Sevastopol under Krimkriget. Denfelt-Rochereau blev 1870 kommendant i Belfort, som han försvarade till fredsslutet. Han var medlem av nationalförsamlingen 1871-1876 samt av deputeradekammaren från 1876 men användes inte i aktiv tjänst.